# Melanipe
Melanipe (en grec antic Μελανίππη), va ser, segons la mitologia grega, una heroïna, filla d'Èol, rei de Magnèsia. De vegades es confon amb Arne.
Es casà amb Itonos i fou mare de Beot, que alguns consideren fill de Posidó, i d'Èol, també amb Posidó, encara que la genealogia d'aquest últim diu de vegades que era fill d´Hípotes. És l'heroïna de dues tragèdies perdudes d'Eurípides: Melanipe encadenada i Melanipe la Filòsofa.
Una tradició que explica Pausànias diu que Melanipe era una nimfa que es va casar amb Itonos, fill d'Amficcíon, i que va tenir un fill, Beot. La mare de Melanipe és Hipe, filla de Quiró, que va ser seduïda per Èol al mont Pèlion.
Melanipe també va ser el nom d'una amàzona, filla d'Ares. Capturada per Hèracles, fou alliberada per la seua germana, la reina Hipòlita.
Va morir en combat a mans de Telamó.